# Iglesia de San Rafael Arcángel (San Rafael del Río)
La iglesia parroquial de San Rafael de San Rafael del Río, en la comarca del Bajo Maestrazgo, es un templo católico catalogado genéricamente como Bien de Relevancia Local según la Disposición Adicional Quinta de la Ley 5/2007, de 9 de febrero, de la Generalitat, de modificación de la Ley 4/1998, de 11 de junio, del Patrimonio Cultural Valenciano (DOCV Núm. 5.449 / 13/02/2007), con código 12.03.101-001.
Se tienen pocos datos de este edificio y de la parroquia que alberga, aunque dispone de un archivo parroquial censado en el Censo-Guía de Archivos de España e Iberoamérica.